# Stella Stegmann
Stella Tiana Stegmann (* 9. August 1997 in Frankfurt am Main) ist eine deutsche Reality-TV-Teilnehmerin, Influencerin, Playmate und Fitnesstrainerin.

## Leben und Wirken
Stella Stegmann wurde als Tochter des Sprach- und Literaturwissenschaftlers Tilbert Dídac Stegmann und dessen Frau Inge geboren und wuchs zusammen mit einem drei Jahre älteren Bruder in Olfen auf. Sie absolvierte ein duales Studium an der Technischen Hochschule Ingolstadt mit Praxisphasen bei Siemens. Heute ist sie als Influencerin auf den Plattformen Instagram, Tiktok und Youtube tätig und lebt in München.
Im Jahr 2020 wurde sie Playmate des Jahres des deutschen Playboy. In einer Special Edition vom August 2024 erschien sie erneut.
2023 nahm sie in der ersten Staffel der Netflix-Produktion Too Hot to Handle: Germany teil und bezeichnet sich seit dieser Zeit als bisexuell. Im Anschluss führte sie eine auf Tiktok präsentierte Beziehung mit der Mitkandidatin Anna Strigl, von der sie sich jedoch wieder trennte.
2024 war Stella Stegmann Bachelorette des Fernsehsenders RTL auf dessen Streamingplattform RTL+ Erstmals handelte es sich um eine Staffel mit Männern wie Frauen als Kandidaten. Die letzte Rose erhielt Devin Dayan; eine Beziehung bestand zum Ausstrahlungsende nicht.